# Нагавское сельское поселение
Нага́вское се́льское поселе́ние — муниципальное образование в составе Котельниковского района Волгоградской области.
Административный центр — станица Нагавская.

## История
Нагавское сельское поселение образовано 14 марта 2005 года в соответствии с Законом Волгоградской области № 1028-ОД.

## Население
| 2010 | 2012 | 2013 | 2014 | 2015 | 2016 | 2017 |
| ---- | ---- | ---- | ---- | ---- | ---- | ---- |
| 730  | ↗891 | ↘825 | ↗836 | ↘831 | ↘813 | ↘790 |
| 2018 | 2019 | 2020 | 2021 |      |      |      |
| ↘770 | ↘768 | ↘756 | ↘752 |      |      |      |

## Состав сельского поселения
| № | Населённый пункт | Тип населённого пункта          | Население |
| - | ---------------- | ------------------------------- | --------- |
| 1 | Нагавская        | станица, административный центр | ↘752      |